# 장호원역
장호원역(長湖院驛)은 경기도 이천군 장호원읍 장호원리에 위치했던 안성선의 철도역이다. 현재는 장호원시외버스정류소 인근의 주택단지와 인접한 논, 그리고 국도변에 일부 노반과 승강장, 교량의 흔적이 남아있다. 인근의 중부내륙선의 감곡장호원역으로 재개업했다.

## 연혁
- 1927년 9월 15일 : 보통역으로 영업 개시
- 1944년 12월 1일 : 태평양 전쟁으로 안성 ~ 장호원간 선로철거로 폐역